# Zimnochy-Susły
Zimnochy-Susły – wieś w Polsce położona w województwie podlaskim, w powiecie białostockim, w gminie Suraż.
| SIMC    | Nazwa   | Rodzaj     |
| ------- | ------- | ---------- |
| 0041878 | Ostasze | przysiółek |

W latach 1975–1998 miejscowość administracyjnie należała do województwa białostockiego.
Wierni kościoła rzymskokatolickiego należą do parafii Najświętszej Maryi Panny Częstochowskiej w Rynkach.